# Albert Tomàs i Sobrepera
Albert Tomàs i Sobrepera (Barcelona, 19 de desembre de 1970) és un exfutbolista català, que ocupava la posició de defensa.

## Trajectòria
Es va formar a les categories inferiors del FC Barcelona, arribant al Barça B. Amb el primer equip tan sols va jugar a la Copa Catalunya. Va debutar en primera divisió la temporada 93/94, cedit a la UE Lleida. Eixa any va disputar 22 partits.
A l'any següent recala a l'Albacete Balompié, on roman tres anys: dos a Primera i un a Segona. Amb l'equip manxec suma tres temporades irregulars, tot gaudint de minuts però sense fer-se un lloc a l'onze titular.
Aconsegueix la titular la temporada 97/98, a les files del CD Toledo, amb qui jugaria 36 partits i marcaria tres gols. Però, no va tenir continuïtat i a l'any següent tan sols en juga 9. Eixe 1998, Tomàs també passa una estada al Vissel Kobe japonés.
De nou a la competició de l'Estat espanyol, fitxa a l'estiu de 1999 pel Llevant UE. A València es fa amb la titularitat, jugant 61 partits i marcant 7 gols en els dos anys que hi va romandre. La temporada 01/02 juga amb el Gimnàstic de Tarragona, i després milita al CE Sabadell, on penja les botes el 2004.
Després de la seua retirada, Albert Tomàs va estar dins l'organigrama del CE Sabadell. Ara retirat, encara juga algun partit de costellada amb el veterans del Barça

## Anecdotari
- Albert Tomàs va ser inclòs en la llista de 22 jugadors del FC Barcelona per a la Copa d'Europa de 1992, que va guanyar el conjunt blaugrana. Però, no hi va jugar cap minut.